# 에드거 월리스

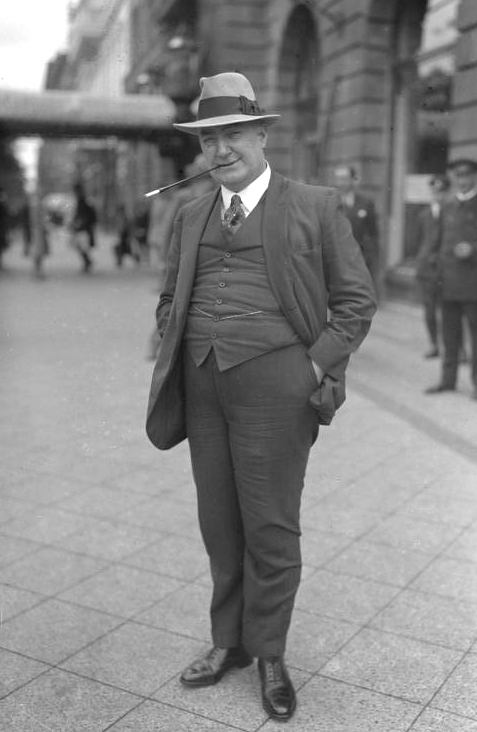
에드거 월리스

리처드 허레이쇼 에드거 월리스(Richard Horatio Edgar Wallace, 1875년 4월 1일 ~ 1932년 2월 10일)는 잉글랜드의 작가였다. 1933년 영화 《킹콩》의 각본가로도 알려져 있다.
그리니치에서 태어나 다양한 직업을 경험 후 육군에 입대하여 보어 전쟁에 종군, 남아공 통신 기자를 거쳐 귀국 후에 스릴러 작가로 데뷔하였다. 1931년 총선에서 패배 후 미국으로 건너가 할리우드 영화의 각본을 집필하기 시작하였다. 작품은 5,000만부 이상 판매되었으며, 〈이코노미스트〉는 "20세기 가장 다작한 스릴러 작가 중 하나"라고하고 있다.